# Šlovický vrch
Šlovický vrch je přírodní památka severovýchodně od Dobřan v okrese Plzeň-jih v Plzeňském kraji. Tvoří ji komplex biotopů na bývalém vojenském cvičišti s výskytem vzácných a ohrožených druhů rostlin a živočichů.

## Historie
Krajina na úbočí Šlovického vrchu sloužila původně k zemědělství. Nacházely se zde sady a na osluněných svazích s mělkou půdou bývaly pastviny. Ve dvacátém století zde bylo zřízeno vojenské cvičiště, díky čemuž oblast nebyla postižena eutrofizací a užívání vojenské techniky nahradilo tradiční pastvu dobytka. Po zrušení cvičiště v devadesátých letech dvacátého století lokalita začala zarůstat křovinami a třtinou křovištní. Cenné biotopy se dochovaly díky nelegálním jízdám motocyklů a automobilů nebo díky pravidelně pořádanému off-roadovému maratonu.
Po roce 2000 areál bývalého cvičiště negativně ovlivnilo zřízení deponie hlinitokamenitého materiálu. Obnova původních raně sukcesních biotopů začala v roce 2014. Kromě odstranění porostů dřevin se na ní podílely a podílejí pojezdy armádní pásovou technikou, doplňování a obnova tůní nebo motokros, off-road a fourcross.
Chráněné území vyhlásil Krajský úřad Plzeňského kraje v kategorii přírodní památka s účinností od 4. srpna 2018. V roce 2018 byla zřízena ohrada, do které bylo vypuštěno šest hřebců exmoorského ponyho.

## Přírodní poměry
Přírodní památka s rozlohou 41,2 hektaru leží v nadmořské výšce 338–431 metrů v katastrálním území Dobřany. Nachází se na jihozápadním úbočí Šlovického vrchu severovýchodně od města, mezi silnicí II/180 a železniční tratí Plzeň – Železná Ruda-Alžbětín. Území se částečně překrývá s evropsky významnou lokalitou Dobřany.

### Abiotické poměry
Geologické podloží tvoří starohorní spility překryté kvartérními hlinitopísčitými se sedimenty. V geomorfologickém členění Česka přírodní památka leží v západní části Švihovské vrchoviny, konkrétně v podcelku Radyňská vrchovina a okrsku Štěnovická vrchovina. Lokalitu tvoří centrální sníženina obklopená mírnými i strmějšími svahy se skalními výchozy. Podél jižního cípu vede terénní hrana s pozůstatky dvou lomů, z nichž jižní byl zavezen antropogenním materiálem. Původní výška lomové stěny dosahovala asi pěti metrů.
Vodu z chráněného území odvádí dva drobné potoky, z nichž jeden příležitostně vysychá. Oba se vlévají do Radbuzy, a patří tedy k povodí Berounky. Pro ochranu přírody mají větší význam vodní tůně s plochou jednotek až desítek metrů čtverečních a hloubkou až jednoho metru. Menší vodní plochy periodicky vysychají, zatímco větší bývají bez vody jen po dlouhých suchých obdobích.
V rámci Quittovy klasifikace podnebí přírodní památka leží v mírně teplé oblasti MT11, pro niž jsou typické průměrné teploty −2 až −3 °C v lednu a 16–17 °C v červenci. Roční úhrn srážek dosahuje 600–750 milimetrů, počet letních dnů je 40–50, počet mrazových dnů se pohybuje mezi 110 a 130 a sněhová pokrývka zde leží průměrně 50–60 dnů v roce.

### Flóra
V chráněném území převládají ruderalizované mezofilní trávníky s třtinou křovištní (Calamagrostis epigeios) a ovsíkem vyvýšeným (Arrhenatherum elatius). Na svazích s mělkou půdou se uchovaly acidofilní trávníky obhospodařované původně jako pastviny. Na nejextrémnějších stanovištích bez souvislého půdního krytu rostou řídké trávníky mělkých půd a významnou složku tvoří společenstva terofytů s bělolistem rolním (Filago arvensis) a vzácně i bělolistem žlutavým (Filago lutescens).
Prů tůně jsou charakteristická společenstva ponořených rostlin z rodů hvězdošů (Callitriche), které přecházejí do porostů obojživelného žabníku jitrocelového (Alisma plantago-aquatica), vegetace obnažených den, např. kalužník šruchový (Peplis portula) nebo blatěnka vodní (Limosella aquatica), a dále k různým druhům vlhkomilné vegetace jako je zblochan vodní (Glyceria maxima), skřípina lesní (Scirpus sylvaticus) nebo sítina sivá ( Juncus inflexus).
Podstatnou část lokality porůstají mezofilní až xerofilní křoviny s převahou trnky obecné (Prunus spinosa) a hlohů (Crataegus). Jejich rozsáhlé kompaktní porosty byly v letech 2014 až 2015 odstraněny.
Z kriticky ohrožených rostlin v chráněném území v době vyhlášení přírodní památky rostly populace odemky vodní (Catabrosa aquatica) a bělolistu žlutavého.

### Fauna
Z desítek druhů živočichů se na lokalitě vyskytuje kriticky ohrožený listonoh letní (Triops cancriformis) a žábronožka letní (Branchipus schaefferi). Silně ohrožené druhy zastupuje silná populace kuňky žlutobřiché (Bombina variegata), dále skokan zelený (Pelophylax esculentus), čolek horský (Ichthyosaura alpestris), čolek velký (Triturus cristatus), čolek obecný (Lissotriton vulgaris), ještěrka obecná (Lacerta agilis), hojná populace užovky hladké (Coronella austriaca) a skřivan lesní (Lullula arborea) či krutihlav obecný (Jynx torquilla). Z méně ohrožených druhů v chráněném území žije ropucha obecná (Bufo bufo), užovka obojková (Natrix natrix) a ptáci ťuhýk obecný (Lanius collurio) nebo slavík obecný (Luscinia megarhynchos).